# Stakčín
Stakčín (em húngaro: Takcsány) é um município da Eslováquia, situado no distrito de Snina, na região de Prešov. Tem 167,75 km² de área e sua população em 2018 foi estimada em 2.431 habitantes.

## Demografia
| Ano:        | 1994 | 2004   | 2014   | 2024   |
| ----------- | ---- | ------ | ------ | ------ |
| Broj ljudi: | 2460 | 2345   | 2454   | 2351   |
| Razlika:    |      | -4,67% | +4,64% | -4,19% |

| Ano:               | 2023 | 2024   |
| ------------------ | ---- | ------ |
| Número de pessoas: | 2350 | 2351   |
| Diferença:         |      | +0,04% |